# Stay Focus
Stay Focus – dwudziesty ósmy album studyjny Sizzli, jamajskiego wykonawcy muzyki reggae i dancehall.
Płyta została wydana 24 sierpnia 2004 roku przez nowojorską wytwórnię VP Records. Produkcją nagrań zajęli się Christopher Chin oraz Phillip "Fatis" Burrell.

## Lista utworów
1. "Psalm 8"
2. "Sound the Trumpet"
3. "We're the Ones"
4. "Thinking About You"
5. "Original"
6. "Don't"
7. "Destroy the Wicked"
8. "Mine & Only"
9. "Girlfriend"
10. "Whole Heap A Woman"
11. "Stage Show"
12. "Volume"
13. "Stay Focus"
14. "Jah Will Must Be Done"

## Twórcy

### Muzycy
- Sizzla – wokal
- Earl "Chinna" Smith – gitara
- Christopher Meredith – gitara basowa
- Donald "Bassie" Dennis – gitara basowa
- Sly Dunbar – perkusja
- Matthew "MJ Cole" Coleman – instrumenty klawiszowe
- Sherida Carol – chórki
- Althea Hewitt – chórki
- Nikki Tucker – chórki

### Personel
- Delroy "Fatta" Pottinger – inżynier dźwięku
- Robert Murphy – inżynier dźwięku, miks
- Garfield McDonald – inżynier dźwięku, miks
- Steven Stanley – miks
- Cegricia Hamilton – miks
- Paul Shields – mastering
- Deron James – projekt okładki
- Anderson Ballentyne – zdjęcia